# Marija Kislak
Marija Timofiejewna Kislak (ros. Мария Тимофеевна Кисляк, ur. 6 marca 1925 we wsi Lednoje (obecnie część Charkowa), zm. 18 czerwca 1943 w Charkowie) – radziecka pielęgniarka, działaczka podziemnej organizacji komsomolskiej w okupowanej Ukrainie, odznaczona pośmiertnie Złotą Gwiazdą Bohatera Związku Radzieckiego (1965).

## Życiorys
Urodziła się w ukraińskiej rodzinie chłopskiej. Ukończyła szkołę felczersko-akuszerską w Charkowie, pracowała w szpitalu jako pielęgniarka. Podczas wojny z Niemcami w lutym 1943 zorganizowała w Charkowie podziemną miejską organizację komsomolską, którą następnie kierowała. Przygotowywała i rozpowszechniała ulotki, brała udział w likwidowaniu niemieckich oficerów i pomagała przechodzić linię frontu oficerom, którzy znaleźli się w okrążeniu, i pomagała rannym. Uratowała życie 43 rannym czerwonoarmistom. W końcu maja 1943 została aresztowana przez gestapo w rodzinnej wsi i następnie zamordowana. 8 maja 1965 pośmiertnie przyznano jej tytuł Bohatera Związku Radzieckiego i Order Lenina. Jej imieniem nazwano ulicę w Charkowie.